# استراگول
استراگول (به انگلیسی: Estragole) با فرمول شیمیایی C۱۰H۱۲O یک ترکیب شیمیایی است. که جرم مولی آن ۱۴۸٫۲۰ g/mol می‌باشد. 